# Ibn Kathir
Ibn Kathīr (arabe : ابن كثير) de son nom complet Abu al-Fiḍā ‘Imād Ad-Din Ismā‘īl ibn ‘Umar ibn Kathīr al-Qurashī Al-Damishqī  (arabe : أبو الفداء عماد الدين إسماعيل بن عمر بن كثير القرشي الدمشقي) est un juriste shâfi'ite, traditionniste et historien. Il est né en 701 AH / 1301 apr. J.-C. à Bosra (sud de la Syrie) et mort le 26 cha'ban 774 AH / 1er février 1373 apr. J.-C.) à Damas. Il y est enterré aux côtés de Ibn Taymiyyah dont il fut l'un des élèves, et qui était une  haute figure de la doctrine du salaf. Le commentaire du Coran de Ibn Kathir est le plus étudié dans le monde musulman.

## Biographie
Ibn Kathīr a étudié auprès d'Abu al Hajaj al Mizzi, qui était son principal cheikh, ainsi que, à Damas, auprès de Ibn Taymiya, un représentant de l'école hanbalite pendant la période mamelouke en Syrie. À la fin de ses études en 1341, sa première fonction officielle est de participer à une commission d'enquête chargée de trancher certains problèmes d'hérésies. Par la suite il occupe des fonctions plus ou moins officielles. En juin/juillet 1366 il devient professeur dans la grande mosquée de Damas.    
Ibn Kathîr est l'auteur d'un commentaire du Coran (tafsir). Ibn Kathir met les versets du Coran en relation avec les hadiths. Ce commentaire est très réputé et c'est un des plus répandus[réf. souhaitée]. Il est aussi le plus utilisé par les salafis pour interpréter le Coran[réf. nécessaire].
Ibn Kathîr est célèbre pour sa capacité à mémoriser les textes, il savait par cœur tout le Coran et un grand nombre de hadiths. Il est connu comme juge (cadi), et historien. Bien qu'ayant étudié avec des hanbalites, Ibn Kathîr se réclame du chaféisme. Deux de ses ouvrages en sont témoins, l'un d'eux ayant pour titre Les Catégories des disciples de l'imam Ach-Chafî.
Son ouvrage ayant le plus de succès est sa grande histoire de l'islam La Bidâya qui comprend une importante chronique de la ville de Damas.
À la fin de sa vie, Ibn Kathîr devint aveugle. Il attribua cette cécité à son habitude de travailler tard le soir dans sa tentative de réorganiser le recueil de hadiths d'Ahmad ibn Hanbal (Musnad) en rangeant les hadiths par thème plutôt que par chaîne de garants (isnad).

## Ouvrages
- Tafsir ibn Kathir (en)
- Al Bidayah wa al-Nihayah (en) (Le commencement et la fin ou Tarikh ibn Kathir (en))[4]
- Al-Sira Al-Nabawiyya (Ibn Kathir) (en)
- Al-Baa'ith al-Hatheeth: un résumé de la science du hadith d'Ibn al-Salah (en)
- Tabaqaat ah-Shafi'iah
- Talkhis al-Istighatha
- Les signes précurseurs de la fin des temps
- Les péchés et leurs conséquences
- Qasas al-Anbiya (traduit en français dans plusieurs maisons d'édition sous le nom d'Histoires des prophètes)
- L'Authentique de l'Exégèse d'Ibn Kathîr (Sahîh Tafsîr Ibn Kathîr) par la maison d'édition Tawbah